# Cendras
Cendras este o comună în departamentul Gard din sudul Franței. În 2009 avea o populație de 1.930 de locuitori.

## Evoluția populației
| An        | 1975  | 1982  | 1990  | 1999  | 2006  | 2009  |
| --------- | ----- | ----- | ----- | ----- | ----- | ----- |
| Populație | 2.267 | 2.140 | 2.022 | 1.952 | 1.902 | 1.930 |